# Callulops mediodiscus
Callulops mediodiscus es una especie de anfibio anuro de la familia Microhylidae.

## Distribución geográfica
Esta especie es endémica de la Provincia de las Tierras Altas del Sur de Papua Nueva Guinea.

## Publicación original
- Oliver, Richards & Tjaturadi, 2012 : Two new species of Callulops (Anura: Microhylidae) from montane forests in New Guinea. Zootaxa, n.º 3178, p. 33-44[4]